# Chapelle Notre-Dame-de-la-Paix de Clohars-Carnoët
La chapelle Notre-Dame-de-la-Paix est un édifice situé à Clohars-Carnoët, en France.

## Localisation
La chapelle est située sur le territoire de la commune de Clohars-Carnoët, rue du philosophe-Alain, dans le département du Finistère, en région Bretagne.

## Description
La chapelle, anciennement en la commune de Nizon, a été depuis le XVIe siècle le lieu d'un pardon important pour cette région du Finistère. Depuis le début de ce siècle, le pardon des chevaux, qui était si pratiqué, est tombé assez rapidement en désuétude, entraînant de ce fait un certain désintéressement des autorités civiles et religieuses pour cet édifice. En 1956, la commune de Clohars-Carnoët, sous l'influence de son développement touristique, était amenée à envisager la construction d'une nouvelle église. Il fut donc décidé de transporter la chapelle Saint-Maudet alors située dans la commune de Nizon. Ce démontage et ce remontage ont été faits, avec beaucoup de soins, par Pierre Brunerie, architecte à Quimperlé, remettant exactement à leur place tous les éléments d'origine, y compris les pièces maîtresses de la charpente. Elle est dotée de vitraux d'Alfred Manessier et Jean Le Moal. On peut considérer que cette chapelle a repris son état ancien et qu'elle n'a en fait perdu que la valeur historique et sentimentale qui s'y était attachée. Le cadre choisi de la nouvelle implantation a permis de conserver intégralement la caractère de la chapelle. La qualité de l'oeuvre n'a nullement été dépréciée par son transfert.

## Historique
La chapelle est inscrite au titre des monuments historiques par arrêté du 12 juillet 1962.

## Galerie

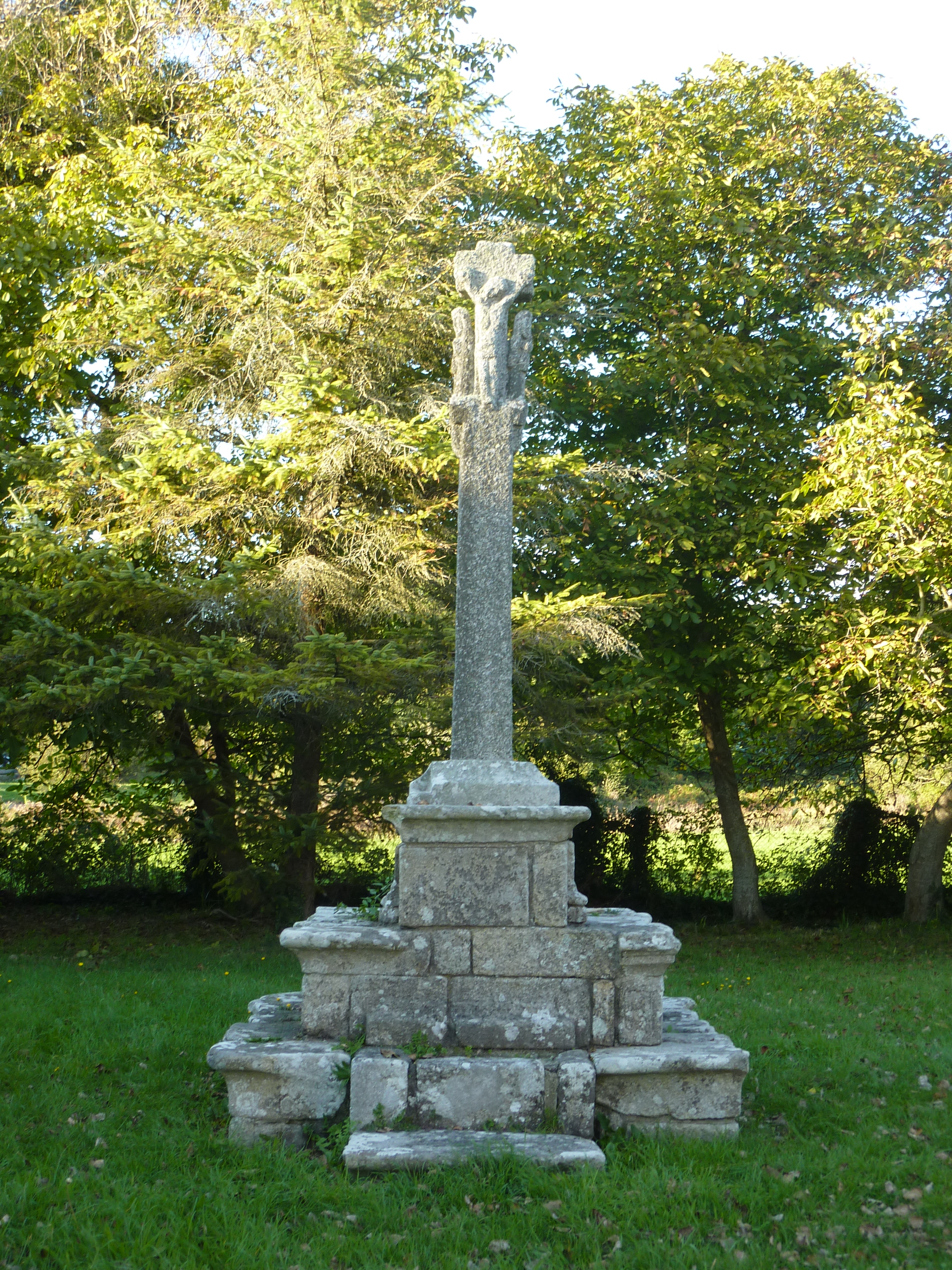
Le calvaire près de la chapelle.
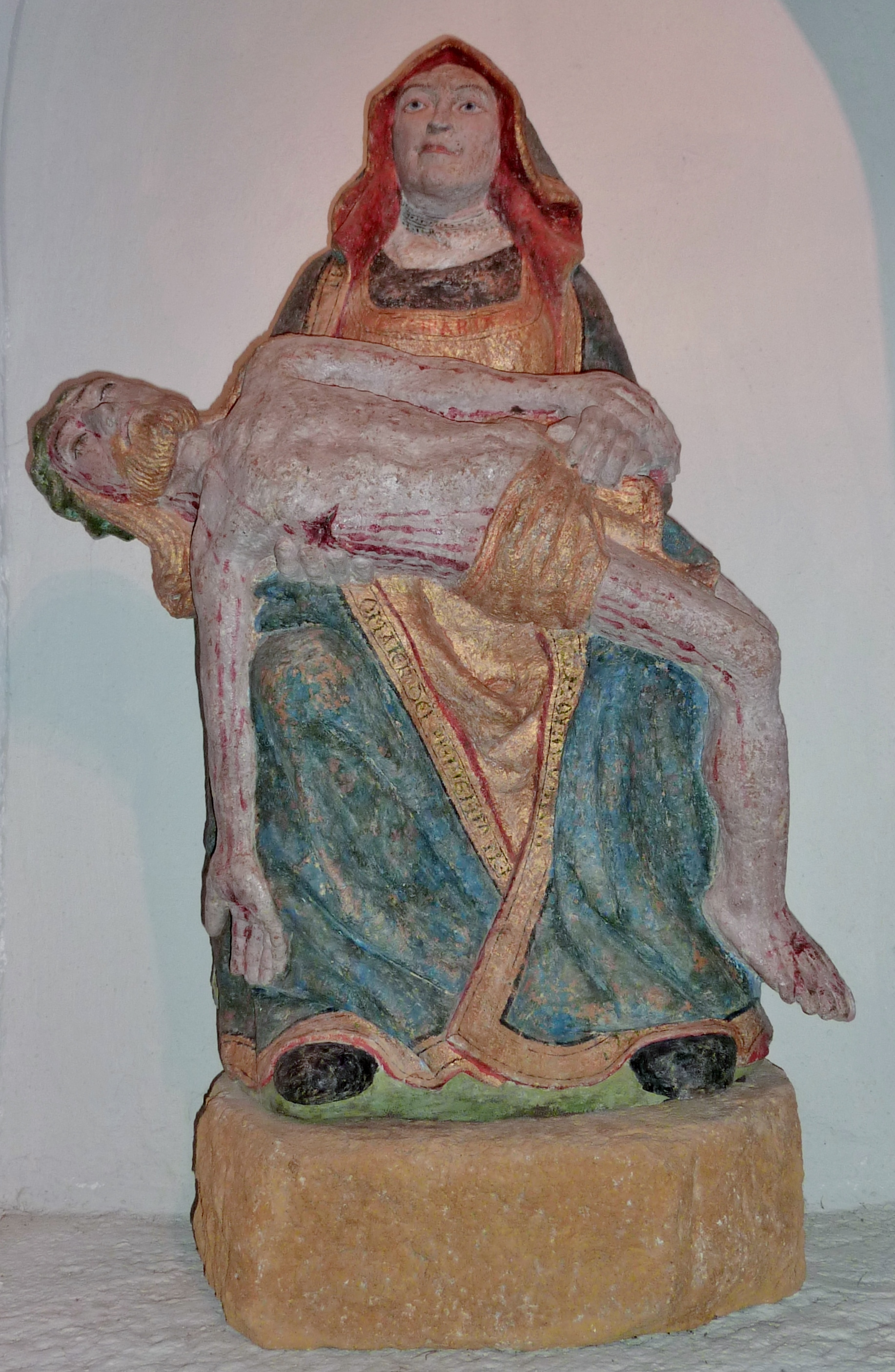
Piétà.
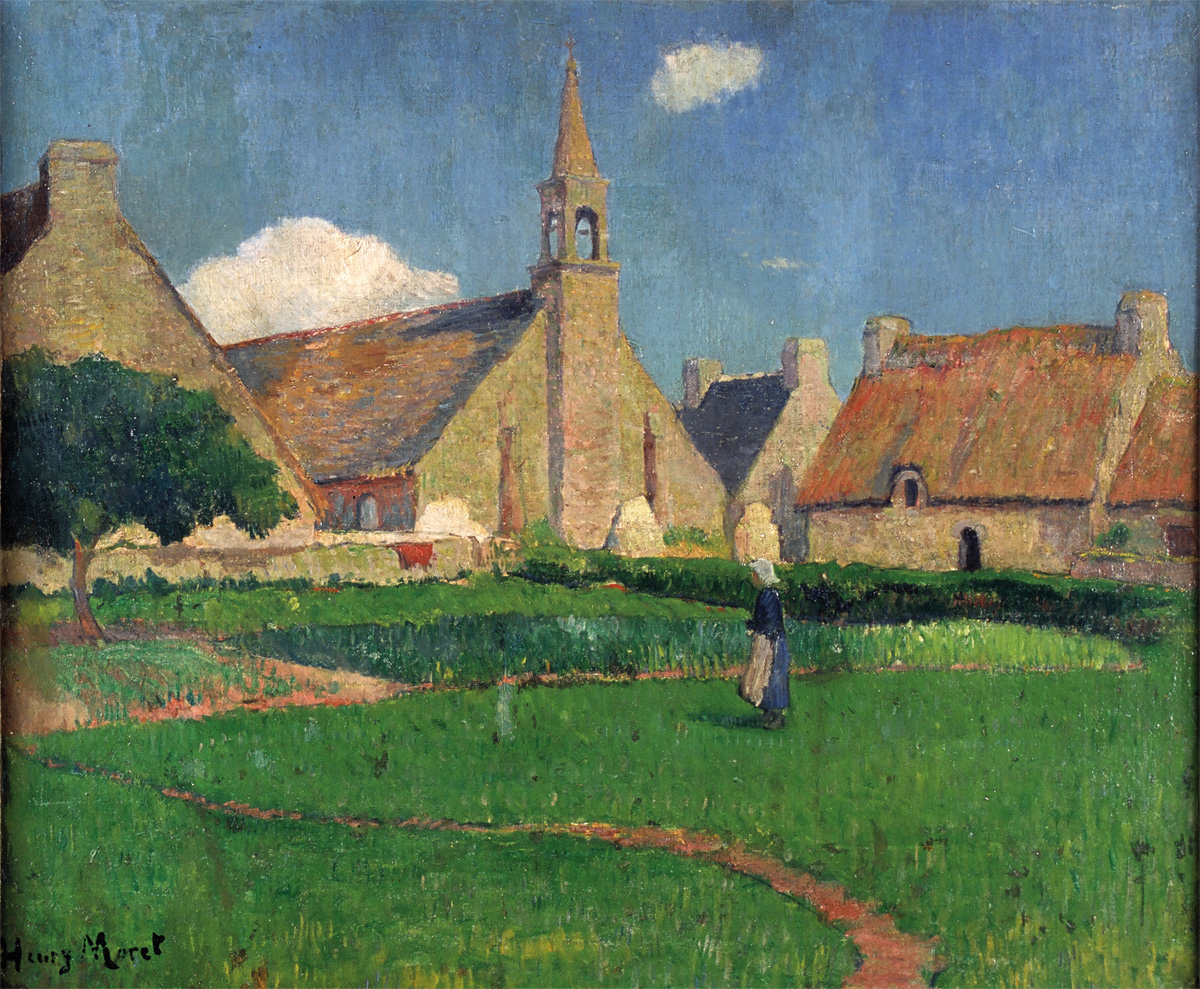
La chapelle du Pouldu Henry Moret (1889), musée des Beaux-Arts de Brest.